# Krawasie
Een krawasie, krawasi, karawasie of Kalawasi is een schudinstrument dat wordt gebruikt door de Karaïben, een inheems volk in Suriname. Het muziekinstrument, een soort rammelaar, bestaat uit een uit warimbopalmbladen gevlochten mandje dat gevuld is met zaadjes van de giftige krawasieboom.
Liederen met de krawasie worden in het oosten langzamer gezongen dan in het westen. Wanneer meerdere krawasies tegelijk worden geschud, dan gebeurt dat in hetzelfde patroon. Liederen zijn er zowel in twee- als vierkwartsmaat. Tijdens het zingen van de liederen wordt de krawasie in de hand gehouden of aan een stok bevestigd waarmee op de grond wordt gestampt. Bij de Wayana's worden krawasie's ook wel aan de enkels gebonden.
Krawasiefeesten kunnen dagenlang duren en dienen onder meer voor rouwverwerking.